# (32873) 1993 FS37
1993 FS37 (asteroide 32873) é um asteroide da cintura principal. Possui uma excentricidade de 0.07245980 e uma inclinação de 2.50819º.
Este asteroide foi descoberto no dia 19 de março de 1993 por UESAC em La Silla.